# الکسی بوریسوفسکی
الکسی بوریسوفسکی (انگلیسی: Oleksiy Boryslavskiy؛ زادهٔ ۱۷ نوامبر ۱۹۶۸) ورزشکار ورزش شنا اهل اتحاد جماهیر شوروی سوسیالیستی است.